# Susan Wagner
Susan Lynne Wagner (nascuda el 1961) és una executiva financera nord-americana. Wagner és un dels cofundadors de BlackRock , una corporació multinacional nord-americana de gestió d'inversions, i hi va exercir les funcions de vicepresident i director d'operacions. BlackRock és l'empresa de gestió d'actius més gran del món amb 8,67 bilions de dòlars en actius gestionats al maig de 2021.
El 2011, va ser nomenada a dues llistes de dones poderoses: "Les dones més poderoses de Nova York 2011" i "50 dones més poderoses en els negocis (2011)".

## Primers anys i educació
Wagner va créixer a l' àrea de Chicago. Es va graduar el 1982 amb honors al Wellesley College amb una llicenciatura en anglès i economia, i després va obtenir un MBA en finances a la Universitat de Chicago el 1984.

## Carrera
Després d'obtenir el seu MBA, Wagner es va incorporar a la unitat de banca d'inversió de Lehman Brothers a la ciutat de Nova York. Durant els seus anys a Lehman va treballar en fusions i adquisicions, productes de renda fixa i adquisicions estratègiques. El 1988, Wagner i Ralph Schlosstein van deixar Lehman per unir-se al Blackstone Financial Group. Més tard, Blackstone Financial Group va canviar el seu nom a BlackRock.
Com a un dels fundadors de BlackRock, Wagner va exercir com a vicepresident i director d'operacions. Va orquestrar les fusions i adquisicions de BlackRock, que incloïen Quellos, Merrill Lynch Investment Management i Barclays Global Investors. Abans de retirar-se de BlackRock el 2012, Wagner va expandir l'empresa a Àsia, Orient Mitjà i Brasil. Des que es va retirar de BlackRock, forma part de la junta directiva de BlackRock, a més de servir com a oficial i membre de la junta directiva de la Hackley School.
El maig de 2014, la promoció de Wellesley de 2014 va demanar a Wagner que pronunciés el discurs de graduació.
El juliol de 2014, Wagner va ser nomenada membre de la junta d'Apple Inc., en substitució de l'antic membre de la junta William Campbell. Wagner va ser la segona dona a la junta de vuit membres d'Apple i l'única directora amb formació en finances.